# Diocese de Mar del Plata
A  Diocese de Mar del Plata (em latim: Dioecesis Maris Platensis) é uma diocese localizada na cidade de Mar del Plata, pertencente a província eclesiástica da Arquidiocese de La Plata na Argentina. Foi fundada em 11 de fevereiro de 1957 pelo Papa Pio XII. Com uma população católica de 755.460 habitantes, sendo 76,0% da população total, possui 51 paróquias com dados de 2017.

## História
A Diocese de Mar del Plata foi criada em 11 de fevereiro de 1957 pela cisão da então Diocese de Bahía Blanca, essa por sua vez elevada à condição de arquidiocese, e da Arquidiocese de La Plata. Em 27 de março de 1980 perde território juntamente com a Arquidiocese de La Plata para a criação da Diocese de Chascomús. 

## Lista de bispos
A seguir uma lista de bispos desde a criação da diocese. 
|                          | Nome                               | Período   | Notas |
| Bispos                   | Bispos                             | Bispos    | Bispos |
| ------------------------ | ---------------------------------- | --------- | --- |
| 10º                      | Ernesto Giobando, S.J.             | 2024-     | atual |
| 9º                       | Gustavo Manuel Larrazábal, C.M.F.  | 2023-2024 | Não assumiu                                                                                               |
| 8º                       | José María Baliña                  | 2023      | Renunciou antes de assumir                                                                                |
| 7º                       | Gabriel Antonio Mestre             | 2017-2023 | Nomeado Arcebispo de La Plata                                                                             |
| 6º                       | Antonio Marino                     | 2011-2017 | |
| 5º                       | Juan Alberto Puiggari              | 2003-2010 | Nomeado Arcebispo do Paraná                                                                               |
| 4º                       | José María Arancedo                | 1991-2003 | Nomeado Arcebispo de Santa Fé de La Vera Cruz                                                             |
| 3º                       | Rómulo García                      | 1976-1991 | Nomeado Arcebispo de Bahía Blanca                                                                         |
| 2º                       | Eduardo Francisco Pironio          | 1972-1975 | Nomeado Pró-Prefeito da Congregação para os Institutos de Vida Consagrada e Sociedades de Vida Apostólica |
| 1º                       | Enrique Rau                        | 1957-1971 | |
| Bispo-auxiliar           |                                    |           | |
|                          | Darío Rubén Quintana Muñiz, O.A.R. | 2019-2022 | Nomeado Bispo prelado de Cafayate                                                                         |
|                          | Rómulo García                      | 1975-1976 | Elevado a Bispo                                                                                           |
| Administrador apostólico |                                    |           | |
|                          | Ernesto Giobando, S.J.             | 2024      | Bispo auxiliar de Buenos Aires                                                                            |